# 王欣 (1980年)
王欣（1980年3月12日—），男，湖南郴州人，中国大陆企业家，毕业于南京邮电大学，是深圳市点石软件有限公司及深圳市快播科技有限公司的创始人及前CEO。2014年5月30日，北京市海淀区人民检察院以涉嫌传播淫秽物品牟利罪批准逮捕王欣，但因王欣潜逃，中华人民共和国公安部于次日发布红色通报。8月7日，王欣在入境韩国济州岛时被扣，后于次日移交给中国警方，并于次年2月6日被北京海淀区人民检察院公诉。2016年1月7日，北京海淀法院开庭审理该案。同年9月13日被判处有期徒刑3年6个月，并处罚金100万元。

## 生平

### 早期经历
1980年3月12日出生于湖南省郴州市的矿工子弟家庭，毕业于南京邮电大学。1999年底南下深圳，在深圳市龍脈信息股份有限公司任副總經理，負責技術方面的研發。2002年，因不喜国企的工作氛围，王欣創立深圳市點石軟件有限公司，当时主要做音樂交換軟件。因为缺乏管理和市场经验，公司于2005年倒闭。后来，王欣与盛大創始人陳天橋结识，進入盛大网络任職SDO部門助理總監，主導「盛大盒子」的研發。但在2006年，盛大盒子戰略戛然而止，王欣再次回到深圳，於2007年在车公庙都市阳光租借的很小的一个房子里創立快播公司，并研发了快播播放器，2009年业务范围又扩大到游戏和硬件业务。2010年，王欣等人开发了快播视频播放软件系统，以“快播出技術、站長出內容”作为快播的经营模式。在2011年，快播成了中国市场占有量第一的播放器，后来快播又推出了家庭电视产品“快播小方”。

### 被捕和受审
2014年4月，根据群众举报，北京警方对快播公司网上传播淫秽色情信息一案进行了立案调查，并抓捕多名犯罪嫌疑人。2014年5月30日，王欣被北京市海淀区人民检察院以涉嫌传播淫秽物品牟利罪批准逮捕，为该案主要嫌疑人。但因王欣潜逃，中华人民共和国公安部于次日发布红色通缉令，王欣曾稱自己之前在香港治病，病情严重。8月7日，王欣在入境韩国济州岛时被扣，后于次日移交给中国警方，并于2015年2月6日被北京海淀区人民检察院公诉。
2016年1月7日，北京市海淀区人民法院一审审理了快播公司及主管人员传播淫秽物品牟利案。检方称，北京市公安局在2013年從「快播」託管的三台伺服器中提取出29,841條影片文件作鑑定，認定其中屬於淫穢影片的文件有21,251個，占視頻總量的七成以上，故检方认定该行為構成傳播淫穢物品牟利罪。在当日的庭审中，王欣称快播公司和其個人都不構成犯罪，并稱快播的本意並不在傳播淫穢視頻，傳播者是上傳視頻者，而公司也有相應的監管措施。而快播公司從2009年就開始采取措施進行屏蔽組織，包括采取關鍵詞屏蔽和舉報等。此外，公司還通過深圳網監提供的關鍵詞過濾淫穢視頻，並設置了用戶舉報的“110”系統以阻止文件。根据《中华人民共和国刑法》，王欣可获10年以上有期徒刑或無期徒刑，並處罰金或者沒收財產。该案于1月8日結束庭審程序，将择日宣判。
2016年9月13日，被判处有期徒刑3年6个月，并处罚金100万元。
2018年2月7日，王欣刑满出狱。

### 出狱后
王欣刑满释放后，重新开始创业，并创办了深圳云歌人工智能有限公司。2019年1月15日，深圳云歌人工智能有限公司推出首款匿名社交产品马桶MT。

## 家庭
王欣已婚，育有二孩。在快播成立初期，其妻主要掌管公司的行政和财务。